# Domingo Rebución
Domingo Rebución fue un militar argentino que luchó en la Guerra de la Triple Alianza, en la Conquista del Desierto y en las guerras civiles argentinas.

## Biografía
Domingo Rebución nació en la Ciudad de Buenos Aires, Argentina, en 1843, hijo de Domingo Rebución y Juliana Salas.
En 1862 ingresó en el Batallón N° 3 de Infantería destacado en Azul (Buenos Aires), donde tomó parte en operaciones contra los indios. En 1863 fue ascendido a sargento 1.º y en 1864 a subteniente.
Al estallar la Guerra del Paraguay en 1865 marchó al frente bajo el mando del general Wenceslao Paunero.
Fue gravemente herido en la reconquista de la ciudad de Corrientes, por lo que pasó a Buenos Aires para su recuperación. Reincorporado al servicio fue promovido a teniente 1.º pero en marzo de 1866 debió ser nuevamente evacuado por sus dolencias, de las que nunca se recuperó por completo.
En 1867 pasó al Hospital Militar de Corrientes y tras una corta estadía fue enviado al frente, participando de la campaña al Chaco y en la batalla de Humaitá. En 1868 fue ascendido a capitán. Luchó en la batalla de Itá-Ibaté (Lomas Valentinas) y en la de Angostura en diciembre de ese año. Participó de la última fase de la campaña y en 1870 fue ascendido a sargento mayor y enviado a la provincia de Entre Ríos para combatir la primera rebelión jordanista. Tras intervenir en la batalla de Santa Rosa y finalizada la campaña regresó a Buenos Aires en 1871.
Regresó a la frontera sur de la provincia de Buenos Aires con destino en Azul. Fue ascendido por su valor en el combate de San Carlos librado el 8 de marzo de 1872 contra las fuerzas de Calfucurá, en el que se desempeñó como escolta del general Ignacio Rivas, su cuñado (estaba casado con su hermana Martina Juliana Rebución).
A raíz de su enfermedad y por desobedecer órdenes superiores se le concedió la baja. Siguiendo a Rivas, tomó parte de la revolución de 1874. Luchó al frente del batallón de infantería 24 de Septiembre resultando herido en combate. En 1878 fue nuevamente dado de alta en el ejército, pasando a revistar en la Plana Mayor Defensiva, en la que figuró hasta el 16 de febrero de 1880, en que se le dio de baja.
Intervino en la revolución de 1880 al mando del batallón General Paz. Luchó bajo el mando de José Inocencio Arias en la campaña que cerró con la Batalla de Olivera.
En 1883 solicitó y obtuvo su reincorporación al servicio, pero en 1884 pasó al Cuerpo de Inválidos. Participó al frente de un batallón en la Revolución del Parque. En 1898 se retiró definitivamente.
Falleció en Buenos Aires el 30 de marzo de 1900. Era un conocido criador de gallos de riña en la ciudad. 
Estaba casado con Ignacia Escobar.